# Драги дневниче
Драги дневниче је италијанско-француски комедија Нанија Моретија коју је сам написао, режирао и у којој је глумио 1993. године. За овај филм Морети је добио награду за најбољу режију на Филмском фестивалу у Кану 1996. године.

## Радња
Филм је подељен у три епизоде у коме Морети игра самог себе, како наслов и упућује филм је нека врста отвореног дневника.

### Први део: На веспи
У првом делу протагониста обилази квартове Рима на својој Веспи. Кроз обилазак пејзажних, архитектонских и монументалних лепота тог града, прожимају се и размишања редитеља о холивудској кинематографији, социологији, урбанистичких планова главног града Италије и околним окрузима чијим улицама редитељ пролази. План пута се завршава у Остији, у близини места где је убијен Пјер Паоло Пазолини и где му је подигнут споменик.

### Други део: Острва
У другом делу Морети одлази из града на одмор на Еолска острва. На острву Липари обилази свог пријатеља Гереда, међутим не успева да нађе мир од буке аутомобила и гужве туриста и наставља даље. Заједно са пријатељем запутио се ка острву Салина где их дочекују Герардови пријатељи. Након тога настваљају ка острву Стромболи а потом и ка острву Панареа. Ипак задовољство су нашли тек на оствру Аликуди, најзеленијим остврвом овог архипелага.

### Трећи део: Доктори
Последњи део једним делом је приказан као реални живот. Дијагностикован му је Ходгкинов лимфом након бројних мишљења, консултација, бескорисних и скупих третмана. Након што је ризиковао анафилактички шок због вакцине која се показала бескорисном, покушава и оријенталну медицину, посебно акупунктуру. Његов пријатељ лекар препоручује додатне провере које су указале на присуство плућне неоплазме која није компатибилна са било којом врстом лечења, наредна операција, омогућава исправну дијагнозу болести за коју протагониста започиње адекватну терапију. Разочаран категоријом („Лекари знају да говоре, али не умеју да слушају“), редитељ завршава епизоду, испричану за кафанским столом пуним свих купљених производа, уз горку и саркастичну здравицу са чашом воде.

## Глумци

### Први део: На веспи
- Нани Морети
- Ђулио Базе
- Ђована Боцоло
- Себастијано Нардоне
- Антонио Петрочели
- Ђанфранко Мекачи
- Итало Спинели
- Карло Мацакурати
- Џенифер Билс
- Александар Роквел

### Други део: Острва
- Нани Морети
- Ренато Карпентјери
- Рафаела Леброни
- Марко Паолини
- Клаудија Дела Сета
- Лоренцо Алесандри
- Антонио Неивилер
- Кончита Аиролди
- Рикардо Цина
- Мони Овадиа

### Трећи део: Доктори
- Нани Морети
- Марио Скјано
- Валерио Магрели
- Серђо Ламбазе
- Роберто Нобиле
- Ђани Ферарето
- Пино Ђентиле
- Франко Лукарели
- Оресте Ротундо
- Серена Ноно
- Ју Минг Лун
- Умберто Контарело